# Rhodochlora mathani
Rhodochlora mathani är en fjärilsart som beskrevs av Louis Beethoven Prout 1932. Rhodochlora mathani ingår i släktet Rhodochlora och familjen mätare. Inga underarter finns listade.